# Condylostylus tenuis
Condylostylus tenuis är en tvåvingeart som först beskrevs av Van Duzee 1933.  Condylostylus tenuis ingår i släktet Condylostylus och familjen styltflugor.
Artens utbredningsområde är Bolivia. Inga underarter finns listade i Catalogue of Life.